# Коко и вълшебният тромпет
„Коко и вълшебният тромпет“ е български детски телевизионен филм-мюзикъл (социално-психологическа драма) от 1978 година по сценарий на Кина Къдрева. Режисьор е Ангелина Делкова, а оператор Георги Атанасов. Музиката е на композитора Димитър Вълчев, а художник е Дарина Манченко.

## Актьорски състав
| Изпълнител         | Роля             |
| ------------------ | ---------------- |
| Коста Карагеоргиев | енергичният Коко |
| Дичо Дичев         | мързеливият Пепо |
| Асен Кисимов       | пазачът          |
| Христо Сарафов     | учител           |
| Северина Тенева    | учителка         |
| Димитър Стефанов   | учител           |
| Веса Петрова       | учителка         |
| Людмила Краева     | учителка         |
| Ангел Георгиев     | учител           |